# Rentenalter
Rentenalter, auch Pensionsalter, in der Schweiz Rentenalter, in Österreich Pensionsantrittsalter, ist das Lebensalter, ab dem eine versicherte Person Anspruch auf eine Rente wegen Alters oder eine Pension hat. Das Erreichen eines bestimmten Rentenalters gehört in Deutschland neben einer bestimmten Mindestversicherungszeit und besonderen versicherungsrechtlichen Voraussetzungen zu den persönlichen Voraussetzungen, die für einen gesetzlichen Rentenanspruch erfüllt sein müssen (§ 34 Abs. 1 SGB VI).
In Deutschland ist das Rentenalter abhängig von der Rentenart (§ 33 Abs. 2 SGB VI).
In den meisten Staaten ist das Rentenalter für die Renten der staatlichen Sozialsysteme gesetzlich festgelegt. Die meisten Menschen scheiden mit dem Erreichen des Rentenalters aus dem Berufsleben aus. In manchen Ländern ist das Rentenalter von Frauen niedriger als das der Männer.
Unter bestimmten Voraussetzungen ist schon vor dem Erreichen des gesetzlich geregelten Rentenalters ein vorzeitiger Rentenbeginn möglich. Gelegentlich arbeiten Menschen auch über das Rentenalter hinaus und nehmen die Rente erst nach dem Erreichen des Rentenalters in Anspruch. Die sog. Flexi-Rente liberalisiert dabei die Hinzuverdienstgrenze.
Das gesetzlich geregelte Rentenalter ist nicht identisch mit dem tatsächlichen Renteneintrittsalter.

## Renten- und Renteneintrittsalter in Europa

### Europäische Union
- eff. – durchschnittliches Renten- oder Pensionseintrittsalter; Stand 2021[4]
- ♂/♀ ges. – gesetzliches Rentenalter Männer/Frauen 2020 in Jahren[5]
- ♂-♀ – Differenz der Geschlechter – Jahre, die Frauen früher in Pension gehen als Männer
- e.−Øg. – Differenz zwischen Durchschnittseintrittsalter und Rentenalter (einfacher Durchschnitt über Männer und Frauen) in Jahren (minus bedeutet vorzeitiger Rentenbeginn; plus bedeutet Arbeit über das Rentenalter hinaus)
- gepl. – Rentenalter geplant ab 2020 (Frauen und Männer einheitlich); in Österreich ab 2033

| Land                   | eff. | ♂ ges. | ♀ ges. | ♂-♀ | e.−Øg. | gepl. | Bezeichnung                                 |
| ---------------------- | ---- | ------ | ------ | --- | ------ | ----- | ------------------------------------------- |
| Österreich             | 61,4 | 65,0   | 60,0   | 5,0 | −1,1   | 65,0  | Pensionsalter, Pensionsantrittsalter        |
| Belgien                | 60,5 | 65,0   | 65,0   | 0,0 | −4,5   | 67,0  |                                             |
| Bulgarien              | 63,1 | 64,3   | 61,5   | 2,8 | +0,2   |       |                                             |
| Zypern                 | 62,0 | 65,0   | 65,0   | 0,0 | −3     |       |                                             |
| Dänemark               | 63,7 | 65,5   | 65,5   | 0,0 | −1,8   | 67,0  |                                             |
| Spanien                | 60,8 | 65,0   | 65,0   | 0,0 | −4,2   |       |                                             |
| Estland                | 64,8 | 63,8   | 63,8   | 0,0 | +1,0   | 63,0  |                                             |
| Finnland               | 63,3 | 65,0   | 65,0   | 0,0 | −1,7   |       |                                             |
| Frankreich             | 60,7 | 64,5   | 64,5   | 0,0 | −3,8   | 62,0  |                                             |
| Vereinigtes Königreich | 63,5 | 66,0   | 66,0   | 0,0 | −2,5   |       |                                             |
| Deutschland            | 63,2 | 65,7   | 65,7   | 0,0 | −2,5   | 67,0  | Rentenalter, das zur Regelaltersrente führt |
| Griechenland           | 59,5 | 62,0   | 62,0   | 0,0 | −2,5   | 65,0  |                                             |
| Ungarn                 | 60,9 | 64,5   | 62,0   | 2,5 | −2,3   | 65,0  |                                             |
| Irland                 | 63,7 | 66,0   | 66,0   | 0,0 | −2,3   | 68,0  |                                             |
| Italien                | 61,8 | 62,0   | 62,0   | 0,0 | −0,2   | 67    |                                             |
| Lettland               | 65,4 | 63,8   | 63,8   | 0,0 | +1,6   | 68,0  |                                             |
| Litauen                | 63,2 | 64,0   | 63,0   | 1,0 | −0,3   | 65,0  |                                             |
| Luxemburg              | 59,7 | 62,0   | 62,0   | 0,0 | −2,3   |       |                                             |
| Malta                  | 62,4 | 63,0   | 63,0   | 0,0 | −0,6   | 65,0  |                                             |
| Niederlande            | 63,2 | 66,3   | 66,3   | 0,0 | −3,1   | 67,0  |                                             |
| Polen                  | 61,2 | 65,0   | 60,0   | 5,0 | −1,3   |       |                                             |
| Portugal               | 64,1 | 65,3   | 65,3   | 0,0 | −1,2   |       |                                             |
| Rumänien               | 65,0 | 65,0   | 61,3   | 3,7 | −1,5   |       |                                             |
| Slowenien              | 61,0 | 62,0   | 62,0   | 0,0 | −1,0   | 65,0  |                                             |
| Slowakei               | 60,0 | 62,8   | 62,7   | 0,1 | −2,8   | 62,0  |                                             |
| Schweden               | 65,4 | 65,0   | 65,0   | 0,0 | +0.4   |       |                                             |
| Tschechien             | 62,3 | 63,7   | 63,7   | 0,0 | −1,4   |       |                                             |
| Schweiz                | 64,8 | 65,0   | 64,0   | 1,0 | +0,3   | 65,0  | (ordentliches) Rentenalter                  |
| EU-27                  | 63,1 | 64,3   | 63,5   | 0,8 | −0,8   |       |                                             |

Im Zuge der Eurokrise haben zahlreiche europäische Länder die Anhebungen des Rentenalters diskutiert.
In Dänemark wurde das Rentenalter auf 67 Jahre angehoben; laut Parlamentsbeschluss vom 22. Mai 2025 soll es bis 2030 auf 68 Jahre, bis 2035 auf 69 Jahre und bis 2040 auf 70 Jahre erhöht werden.

### Großbritannien
2009 klagten die britischen Seniorenverbände „Age Concern“ und „Help the Aged“ gegen die Altersgrenze. Der Europäische Gerichtshof sah darin jedoch keinen Verstoß gegen EU-Recht und verwies die Sache zurück an britische Gerichte. Die fanden „überzeugende Gründe, das Gesetz zu ändern“.
Der Equality and Human Rights Commission (EHRC) rief die Parlamentarier auf, die „Diskriminierung von Rentnern am Arbeitsplatz“ zu beenden und die Arbeitswelt „den demografischen Veränderungen anpassen“. Der Begriff „Altersguillotine“ wurde verwendet, um diese Diskriminierung zu benennen.
Im Januar 2011 beschloss die britische Regierung (Kabinett Cameron I) einige Neuerungen:
- Das gesetzliche Rentenalter, das bisher beim Erreichen der Altersgrenze in der Regel automatisch zum Ausscheiden aus dem Betrieb führte, wird per Ende September 2011 ersatzlos abgeschafft. Ein wichtiges Ziel der Maßnahme ist es, Menschen mit zu schmaler Altersvorsorge den Verbleib im Erwerbsleben zu erleichtern und damit Altersarmut zu verhindern. Dies könnte auch ein Anreiz für gutverdienende Menschen sein, länger im Erwerbsleben zu verbleiben, was den Sozialkassen zugutekäme. Minister Edward Davey betonte, man wolle den Menschen die Freiheit gewähren, so lange zu arbeiten, wie sie möchten.
- Die Altersvorsorge soll den künftigen finanziellen Herausforderungen angepasst und die Bevölkerung zu finanzieller Vorsorge angehalten werden.
- Ein Pensionsgesetz führt die schon unter Labour eingeleiteten Reformen fort. Unter anderem wird das Mindestalter für den Bezug der staatlichen Rente ab dem Jahr 2020 angehoben: für Frauen von 60 auf 66; für Männer von 65 auf 66 Jahre.

Gewerkschaften haben für den Herbst 2011 Proteste angekündigt.

## Außerhalb Europas
- In Namibia gilt ein gesetzlich festgesetztes Rentenalter von 60 Jahren. Ab diesem Alter erhalten alle Personen, unabhängig davon ob sie erwerbstätig waren oder nicht, eine staatliche Rente von derzeit (März 2018) 1200 Namibia-Dollar pro Monat (ab dem Finanzjahr 2018/19 N$ 1250).[11][12] Das frühzeitige Renteneintrittsalter für Angestellte im öffentlichen Dienst ist 55 Jahre,[13] soll aber (Stand Februar 2016) auf 50 Jahre gesenkt werden.[14]